# Łabno-Ogrodniki
Łabno-Ogrodniki (biał. Лабна-Агароднікі; ros. Лабна-Огородники) – wieś na Białorusi, w obwodzie grodzieńskim, w rejonie grodzieńskim, w sielsowiecie Podłabienie.
W dwudziestoleciu międzywojennym wieś leżała w Polsce, w województwie białostockim, w powiecie augustowskim.